# Citadelle d'Alger
La citadelle d'Alger, appelée aussi Dar El Soltane, est une imposante forteresse sur les hauteurs de la Casbah d'Alger dominant la baie d'Alger. Les travaux de construction de la citadelle ont été entamés au XVIe siècle par les frères Barberousse, qui est devenue le siège du pouvoir politique, économique et financier de la Régence d'Alger en 1816,. La citadelle était le deuxième plus grand palais de l'Empire ottoman, après le palais de Topkapi à Constantinople. 
En 1992, la citadelle fut classée avec l'ensemble de la Casbah d'Alger, par un comité de l'Unesco, sur la liste du patrimoine mondial. 

## Histoire

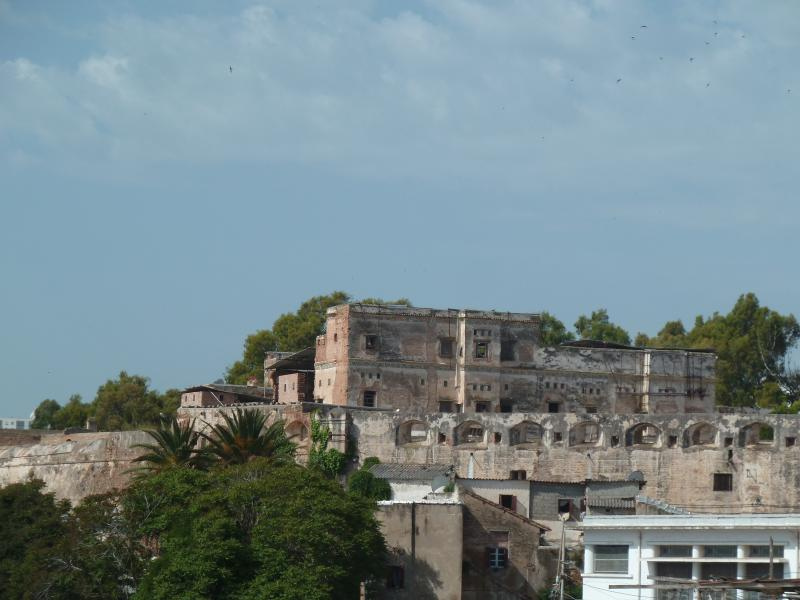
Vue sur la citadelle.

C’est sur décision de Baba Arrouj que la citadelle d’Alger, a été construite en 1516, sur les remparts d’une ancienne forteresse, qui dominait la Médina et la Baie d'Alger. Les travaux ont été totalement achevés en 1591. La citadelle fut agrandie par Mustapha Pacha (Dey d'Alger 1798 - 1805).
Au début la citadelle avait comme vocation de renfermer la garnison des janissaires. Ces derniers ont été introduits dans la régence d'Alger à la suite de son rattachement à l'Empire ottoman par Khayr ad-Din.
La citadelle devient siège du pouvoir deylical en 1817. Avant cette date, le Palais de la Jénina était le centre du pouvoir du deylical. En effet, dans la nuit du 1er novembre 1817, avec la complicité de Kouloughlis et de contingents kabyles, le dey Ali Khodja quitte le palais de la Jénina situé dans la partie basse de la casbah, offrant peu de défenses face aux janissaires, pour s'installer en sécurité dans la citadelle située en haute-Casbah.
C'est au niveau du palais du Dey, qu’a eu lieu la scène du coup de l’éventail donné le 30 avril 1827 par le Dey Hussein au consul de France Pierre Deval, et qui a servi de prétexte pour la Conquête de l'Algérie par la France. En effet, le dey d'Alger recevant en audience le consul du roi de France Charles X, Pierre Deval, et s’agaçant de la réponse de ce dernier au sujet de créances impayées, lui assène trois petits coups à l’aide d’un chasse-mouches. Charles X en prend ombrage et exige des excuses. Le dey s’y refuse,. L'affaire est considérée par la France comme un acte de guerre entraînant l'envoi d'une escadre pour opérer le blocus du port d'Alger. L'escalade diplomatique conduira à l'expédition d'Alger.

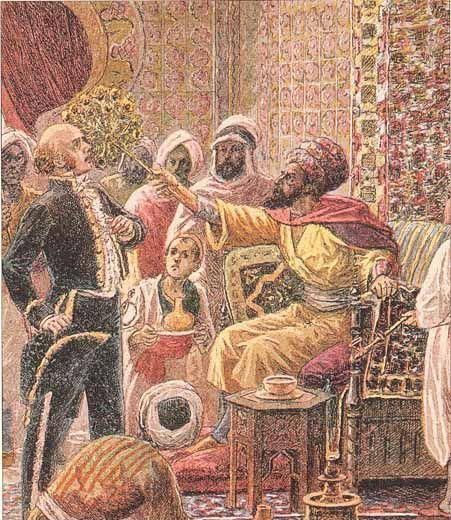
Scène du Coup d'Eventail entre le consul de France Pierre Deval et Dey Hussein, prélude à l'Expédition d'Alger de 1830.

Le 5 juillet 1830 connait l'événement de la signature par Hussein Dey, le dey d'Alger, et le maréchal de Bourmont commandant les troupes françaises lors de l'expédition d'Alger de la l'accord de soumission du régent d'Alger Hussein Dey, qui mettait fin au régime de la régence d'Alger et préfigure la période coloniale. Le 10 juillet 1830, le dey quitte Alger avec son harem, sa famille et une suite comprenant 118 personnes dont 58 femmes. Il embarque à bord de la frégate Jeanne d'Arc. Après avoir fait escale à Naples le 3 août, il séjournera à Livourne puis à Gênes.
Au début de la colonisation française, la citadelle a été occupée et transformée en centre militaire jusqu’en 1840, année où certains secteurs furent transformés en hôpital militaire avant que de nouveaux ouvrages ne viennent dénaturer la citadelle comme une caserne.
Classé monument historique dès 1887, 
une partie de la Citadelle fut aménagée en un musée colonial militaire en 1930, qui fut pillé par les Français à l’indépendance de l’Algérie en 1962,.
Dès l’indépendance de l'Algérie en 1962, la citadelle a été squattée par près de 200 familles qui y ont habité jusqu’en 1978, date de leur évacuation et relogement, pour la restauration des lieux.

## Description

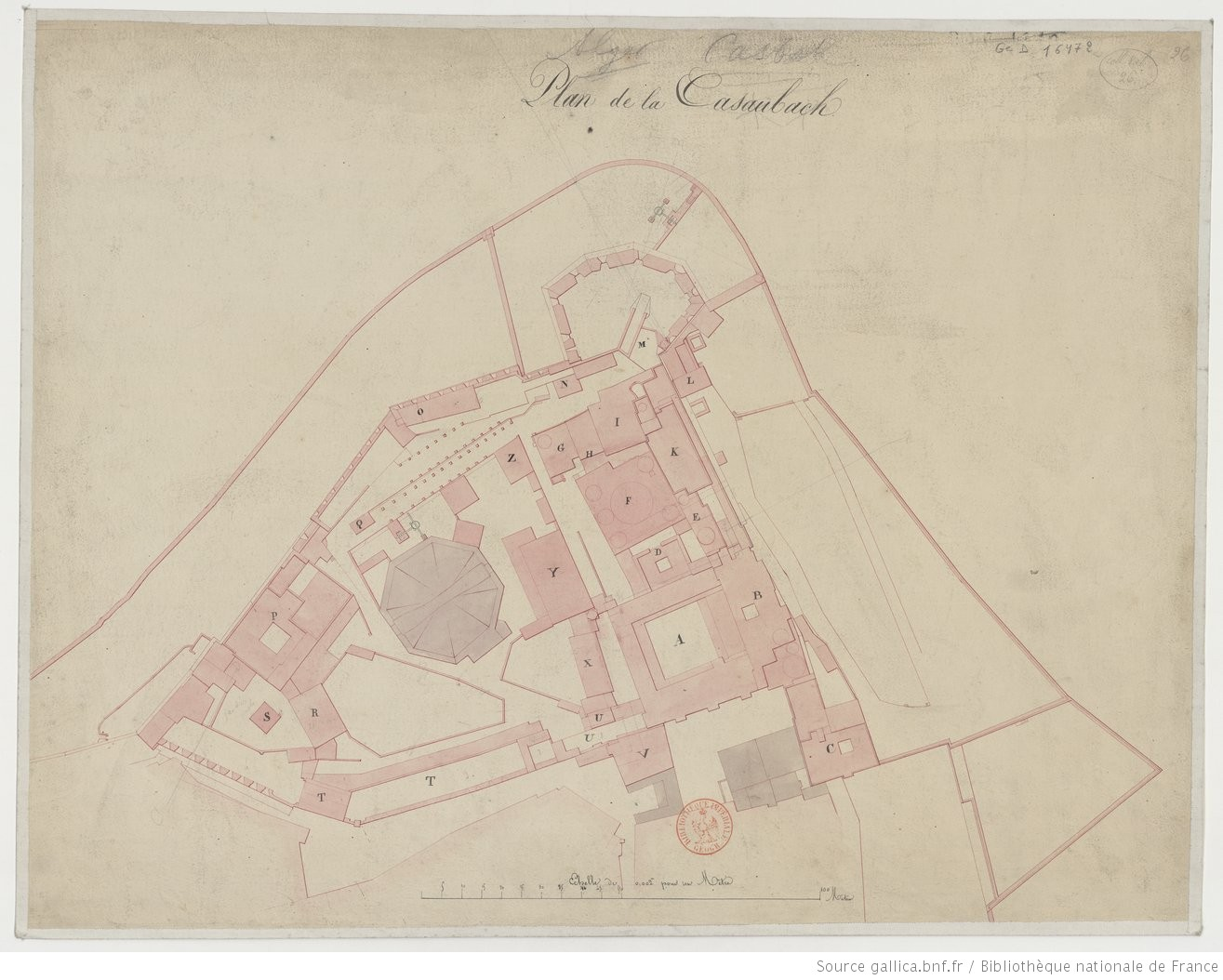
Plan de la citadelle (1830).
A-palais du Dey ; P-palais des Beys ; F-mosquée du Dey ; Y-mosquée des janissaires ; I, K -Harem.

La citadelle s’étend sur 9 000 m2 dont 7 500 m2 de bâti. Elle compte: 
- Le palais du dey 4 195 m2 ;
- Le diwan (salle de réunions) ;
- Un palais affecté aux beys de Constantine, Oran et Médéa, vassaux du dey ;
- Deux mosquées, l'une pour le dey et l'autre pour les janissaires ;
- Le quartier des janissaires ;
- La poudrière, établissement militaire destiné à fabriquer du salpêtre et de la poudre à canon ;
- Les vestiges de casemates et un ancien jardin où se trouvaient des arbres exotiques, des plantes recherchées et une volière d'oiseau rares ;
- Des bastions et remparts ;
- Un harem (aile réservée aux femmes) ;
- Un pavillon d'été ;
- Les bains d'Agha ;
- Un jardin d'été ;
- Un jardin d'hiver ;
- Le parc des autruches.

## Travaux de restauration
Les premières études de restauration de la citadelle d’Alger ont été élaborées entre 1979 et 1986 par le bureau d’études polonais PKZ, spécialisé dans l’expertise et la restauration des monuments historiques.
Une agence d'architecture algérienne dénommée 3 Dimensions Algérie a été chargée en 2002 de contrôler les travaux exécutés par les entreprises au niveau du secteur des Janissaires, celui de l’ancienne mosquée, ainsi que les batteries 3 et 4, et cela conformément à l’étude élaborée par le bureau d'études PKZ.
En 2005, le Ministère de la Culture et des Arts fait une nouvelle fois appel au bureau d'études polonais pour prendre sous sa coupe le palais et la mosquée du dey. Cinq bureaux d’études ont été désignés pour le suivi et le contrôle des travaux de réhabilitation,. Ce n'est qu'en 2011 que les travaux de restauration ont été engagés.
En 2020, l'Office de Gestion et d'Exploitation des Biens Culturels (OGEBC), rapporte que 60% des travaux ont été réalisés. Une ouverture partielle de la citadelle au public a eu lieu la même année, pour pouvoir visiter les parties restaurées à savoir le quartier des janissaires, le bain des janissaires ainsi que le bastion 5,.
Quelques photos avant la restauration des lieux:

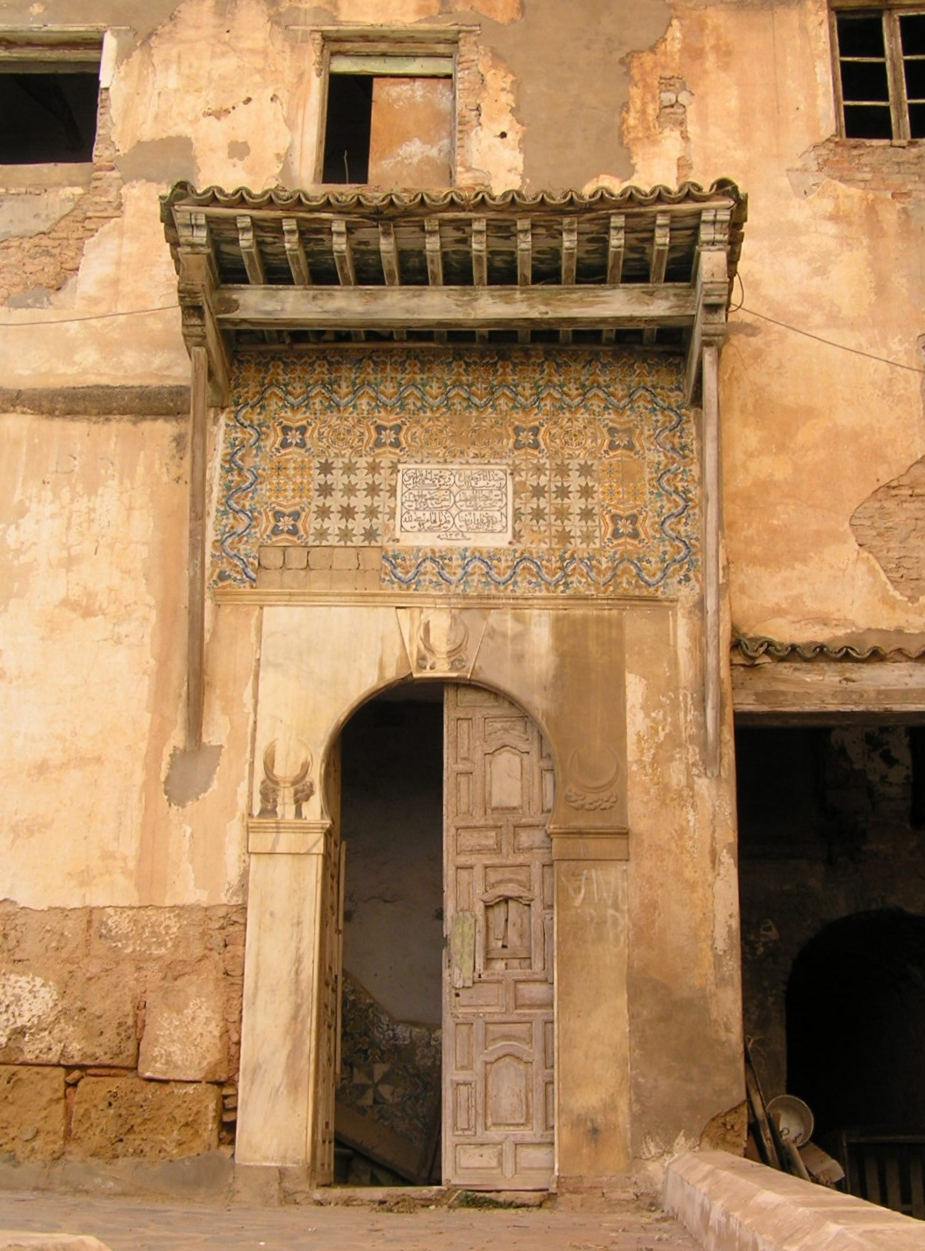
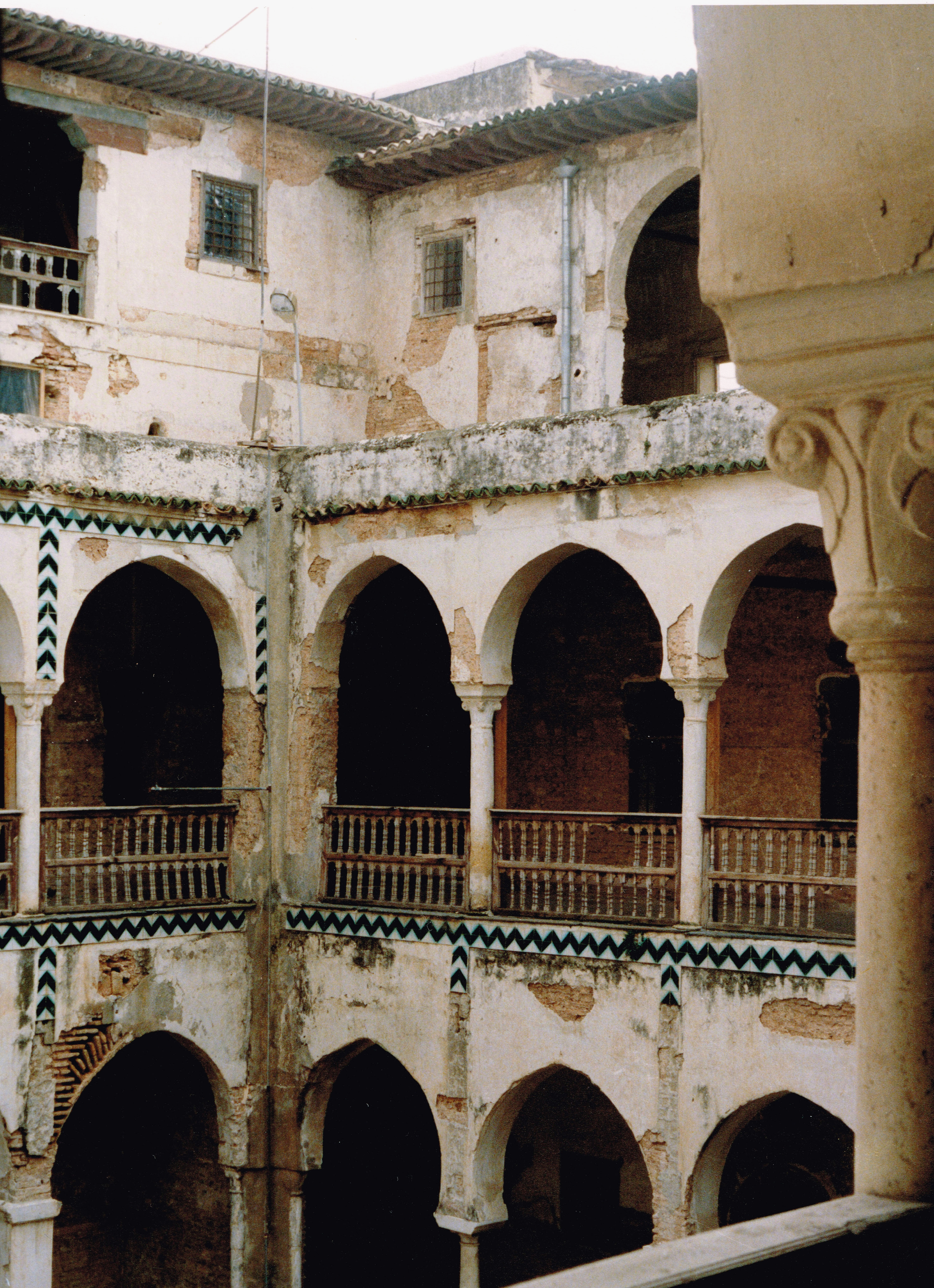
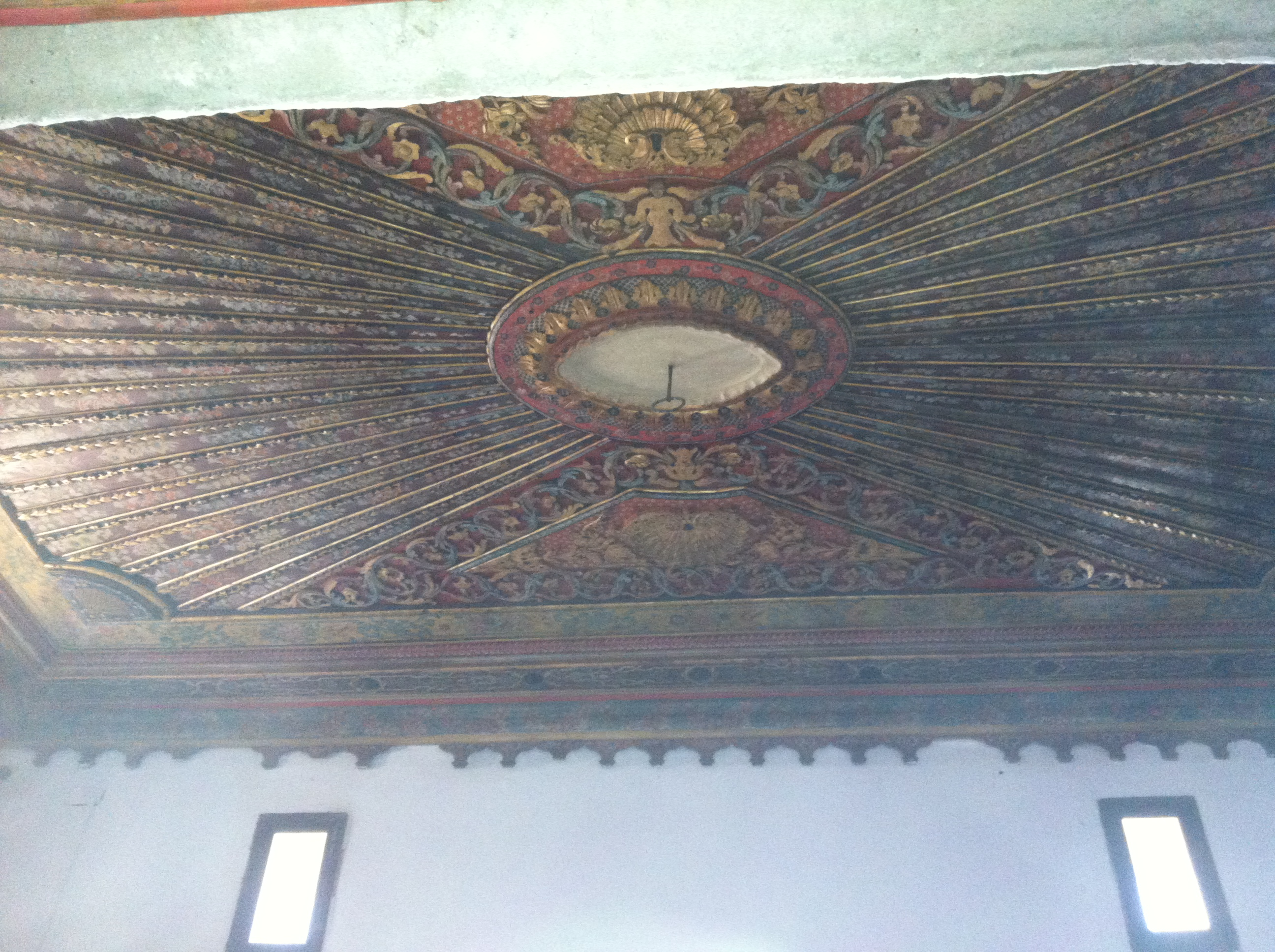
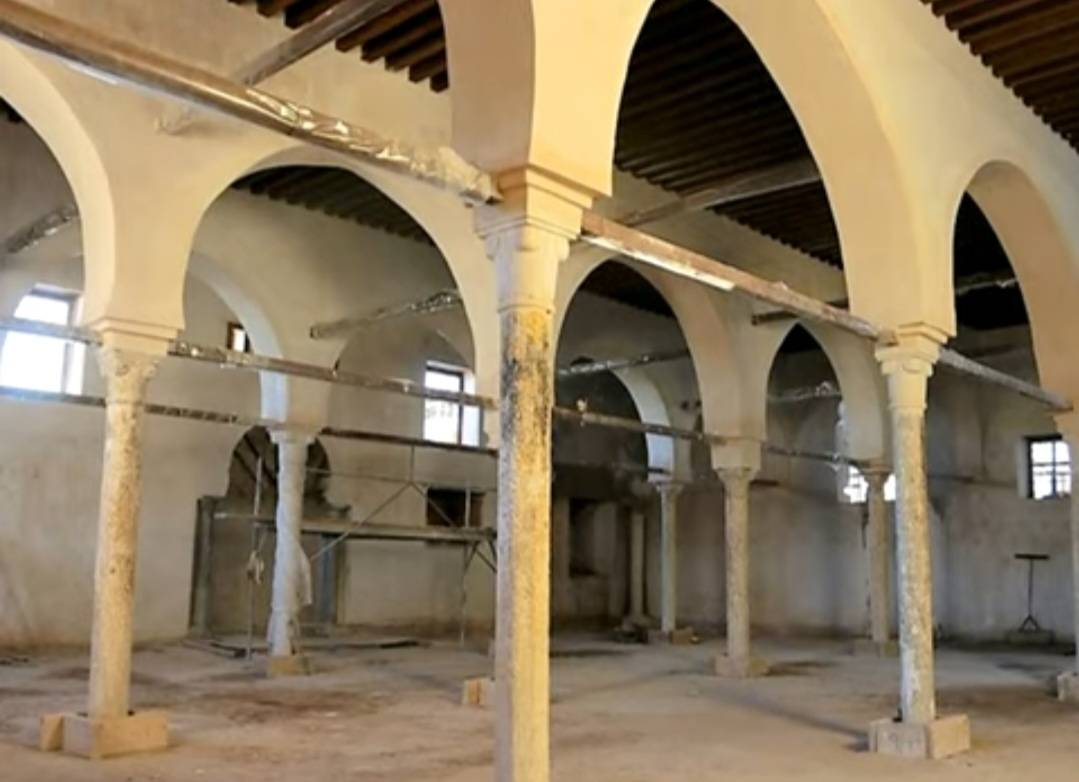
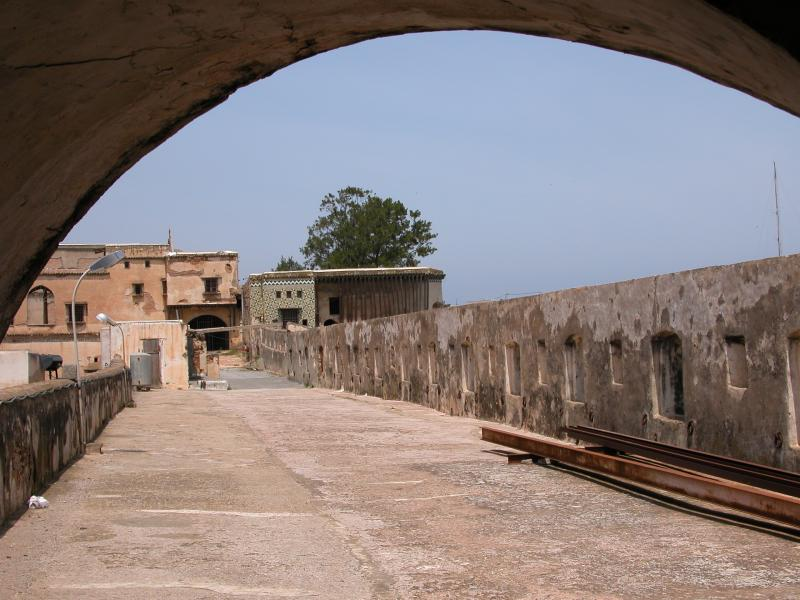
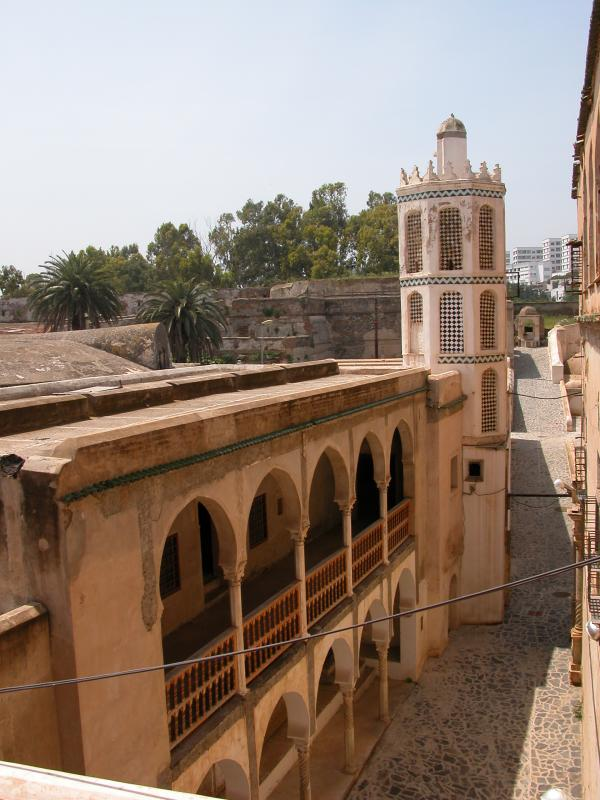
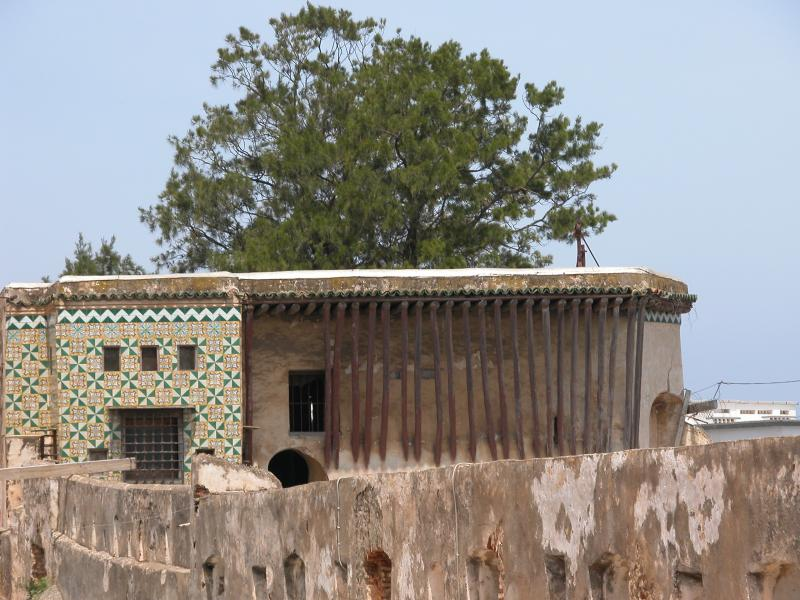
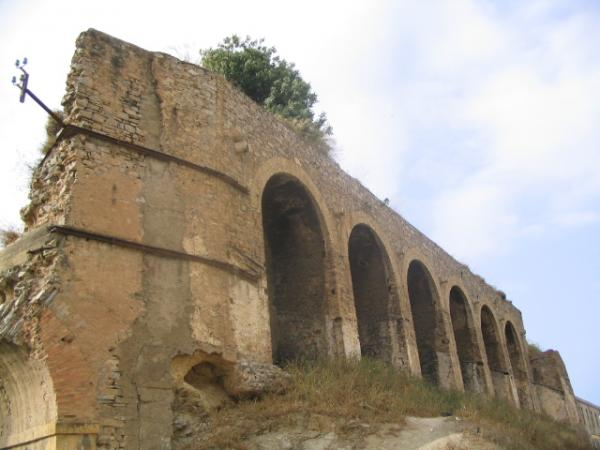
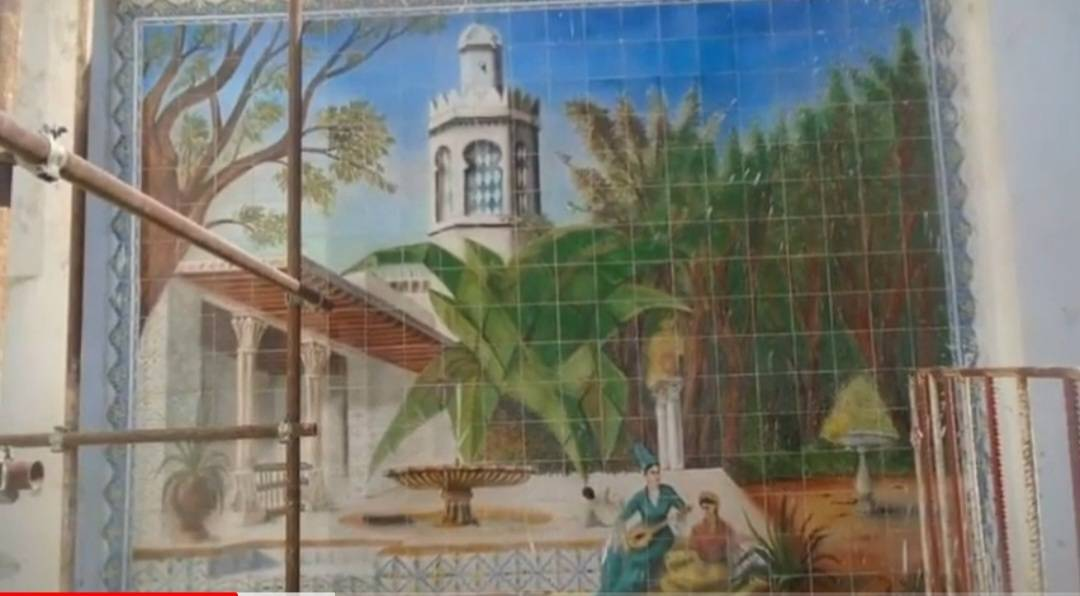

## Galerie
Quelques photos après la restauration des lieux:

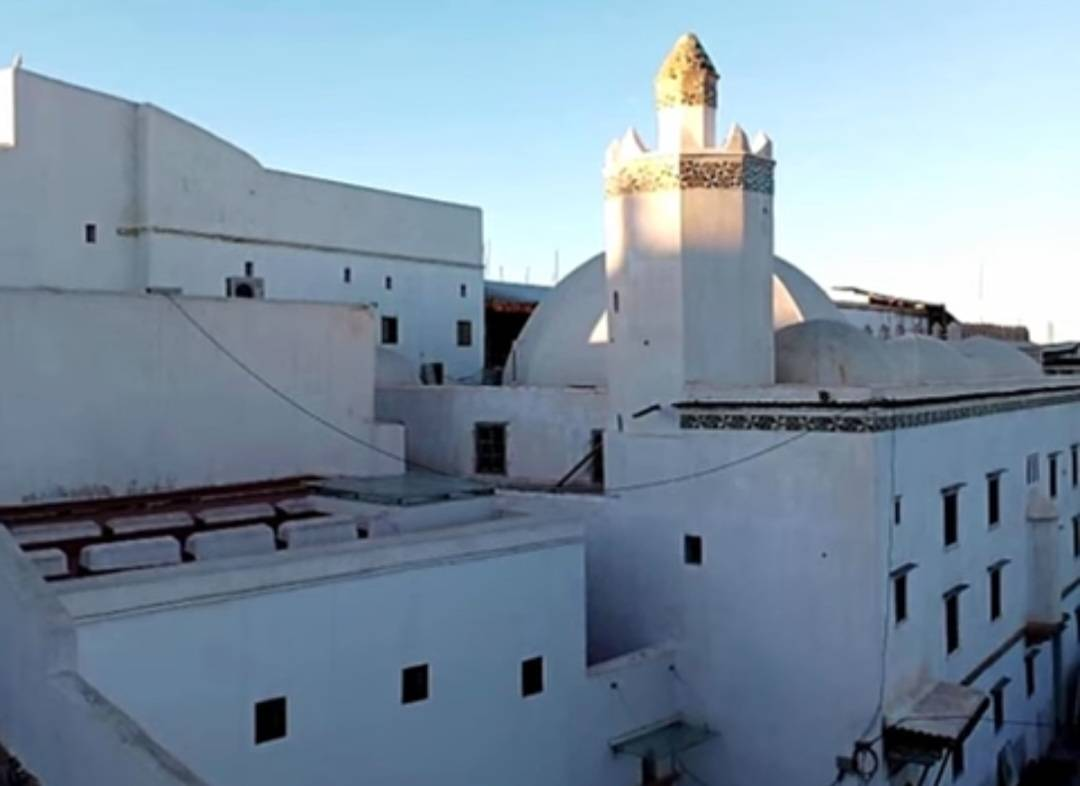
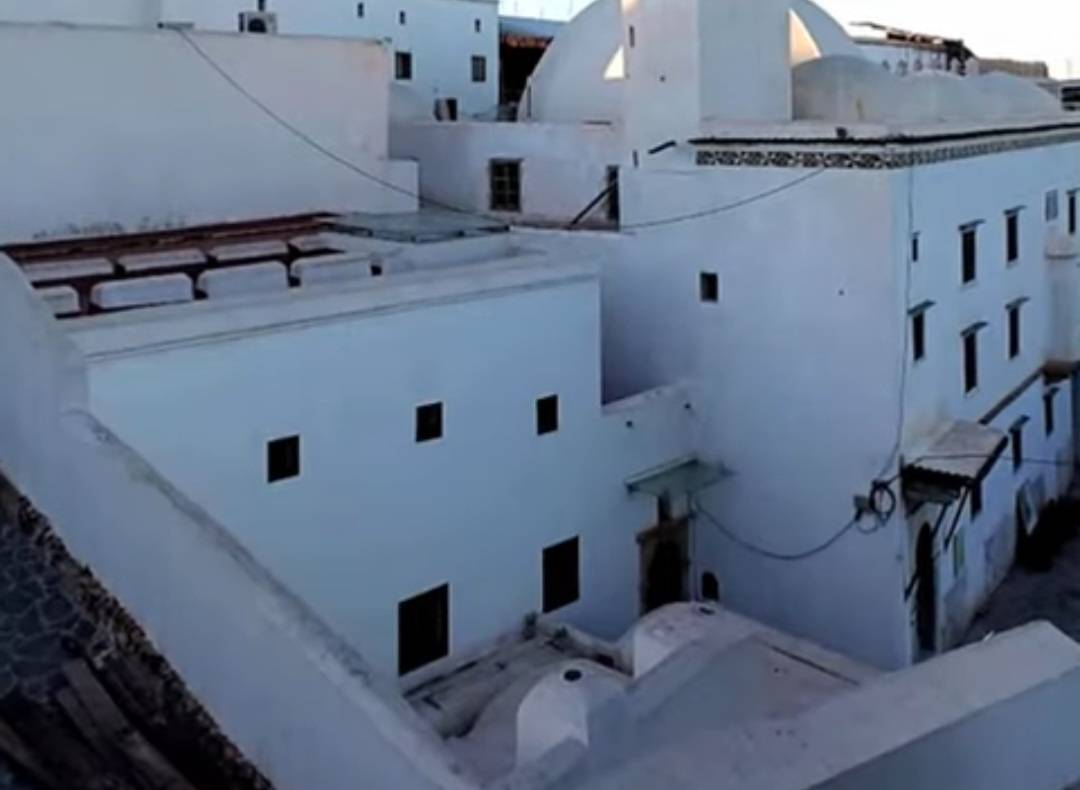
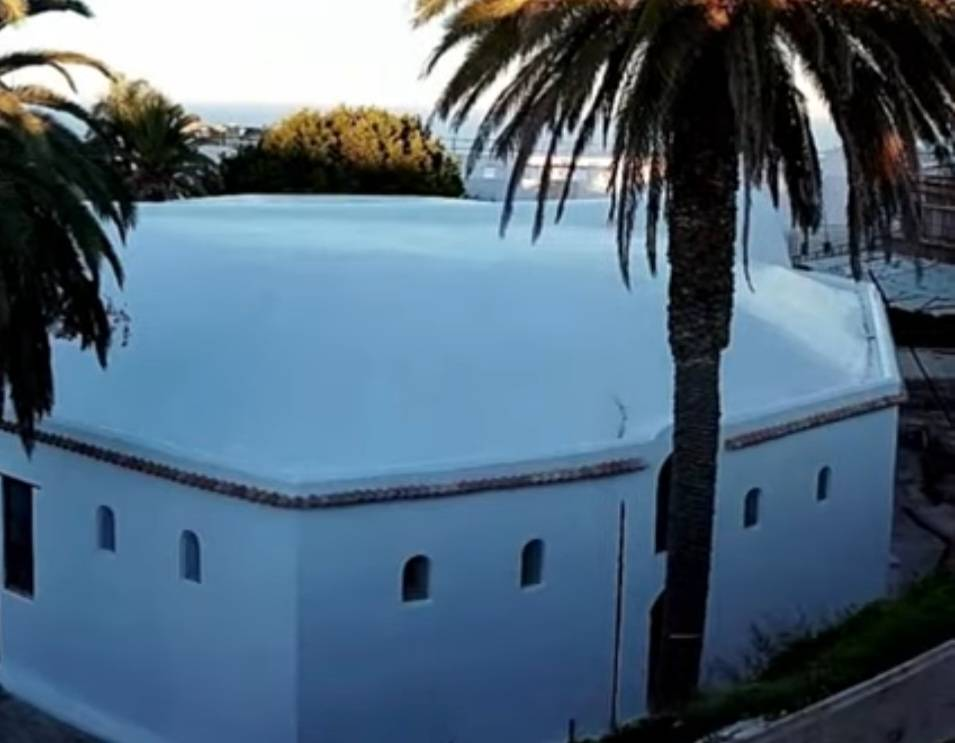
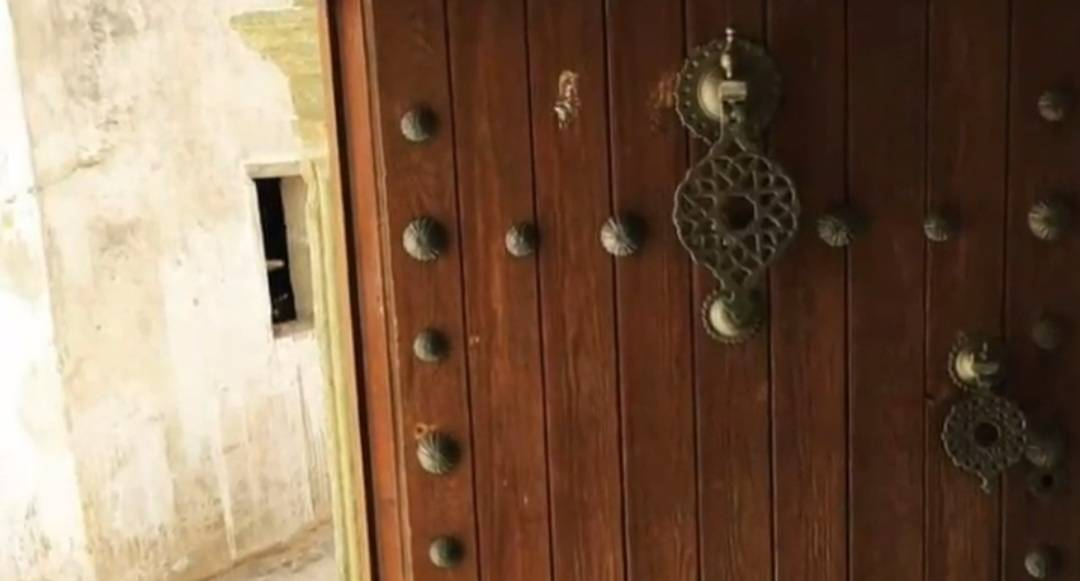
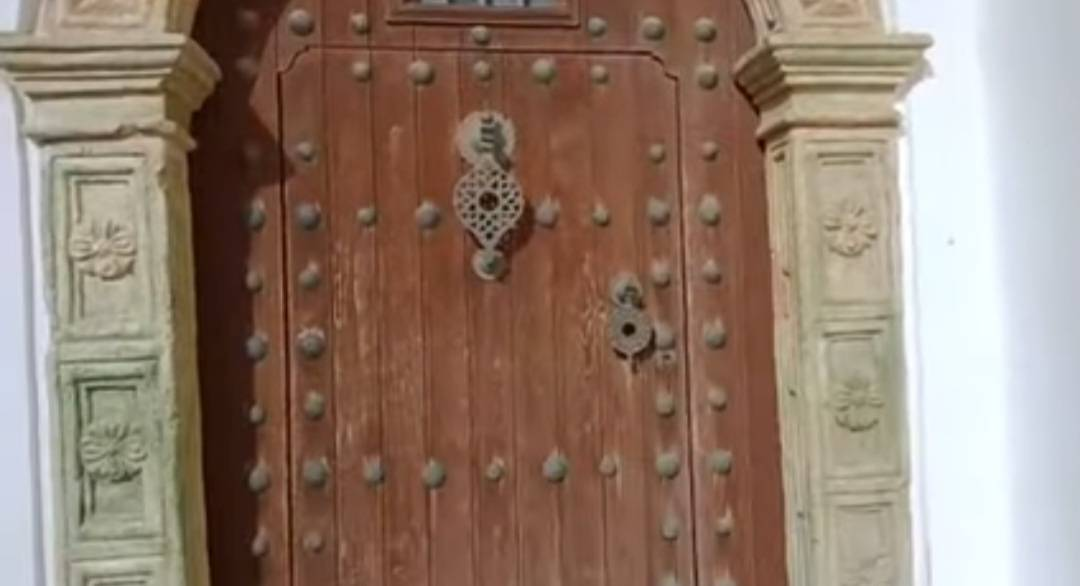
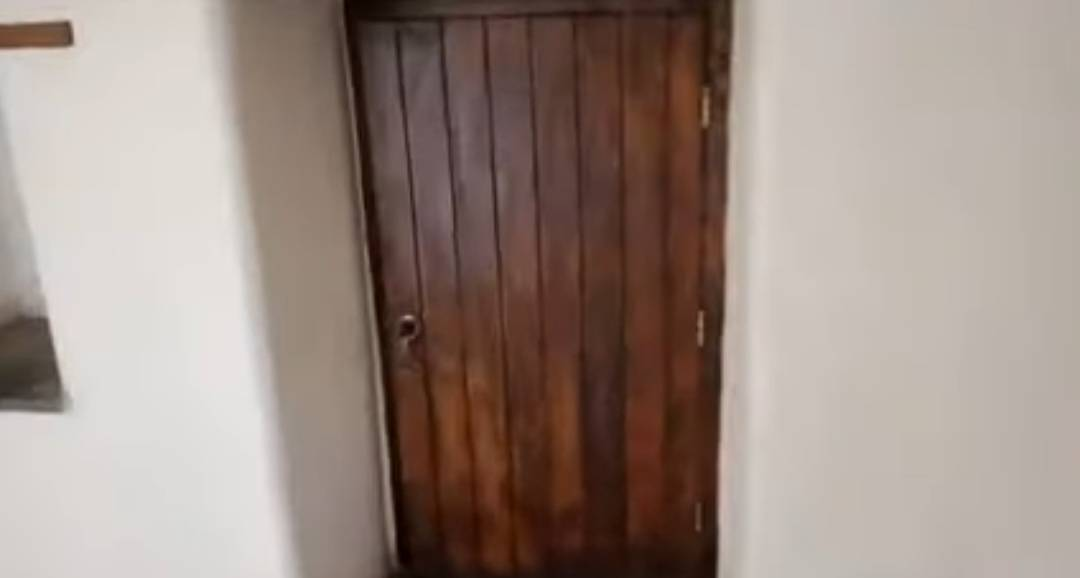
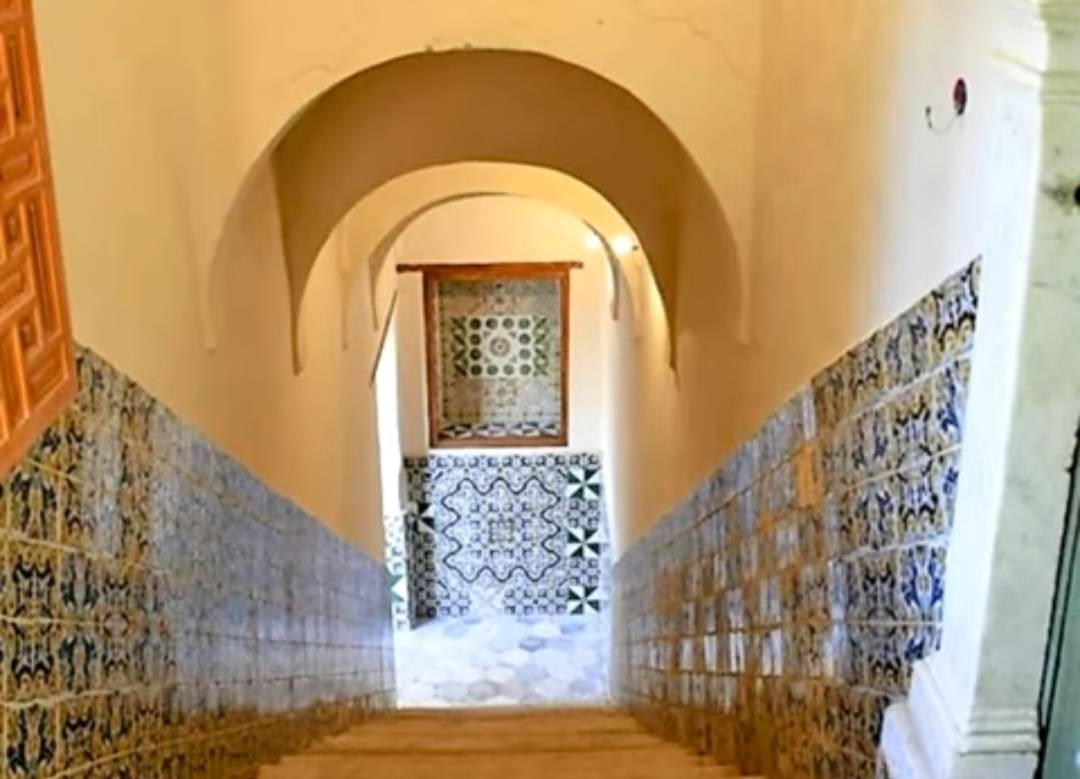
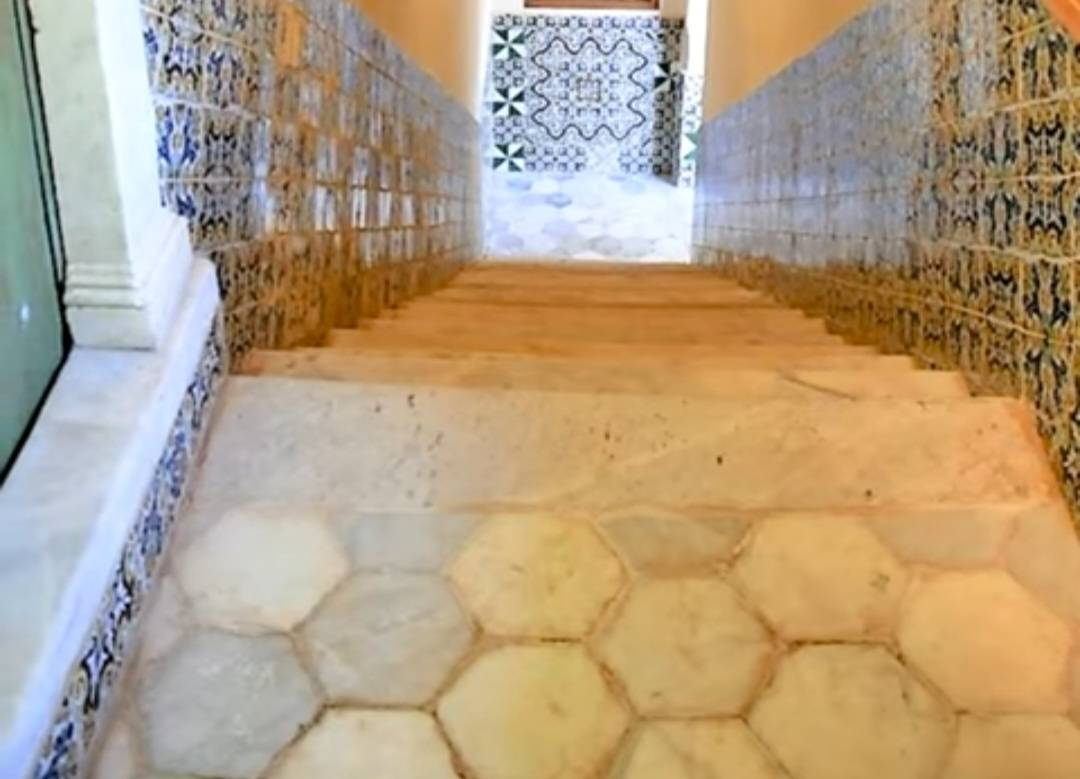
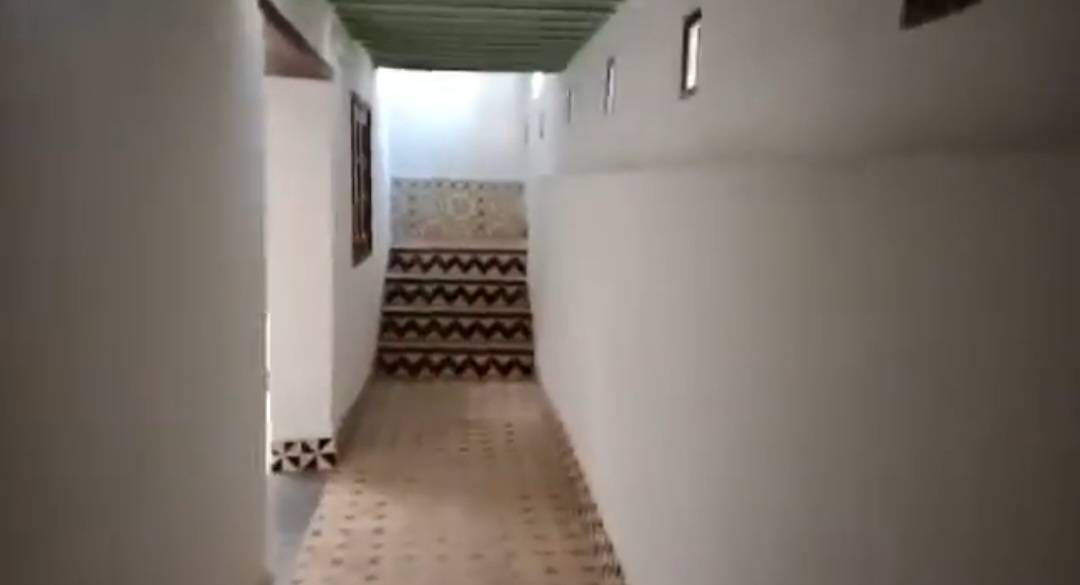
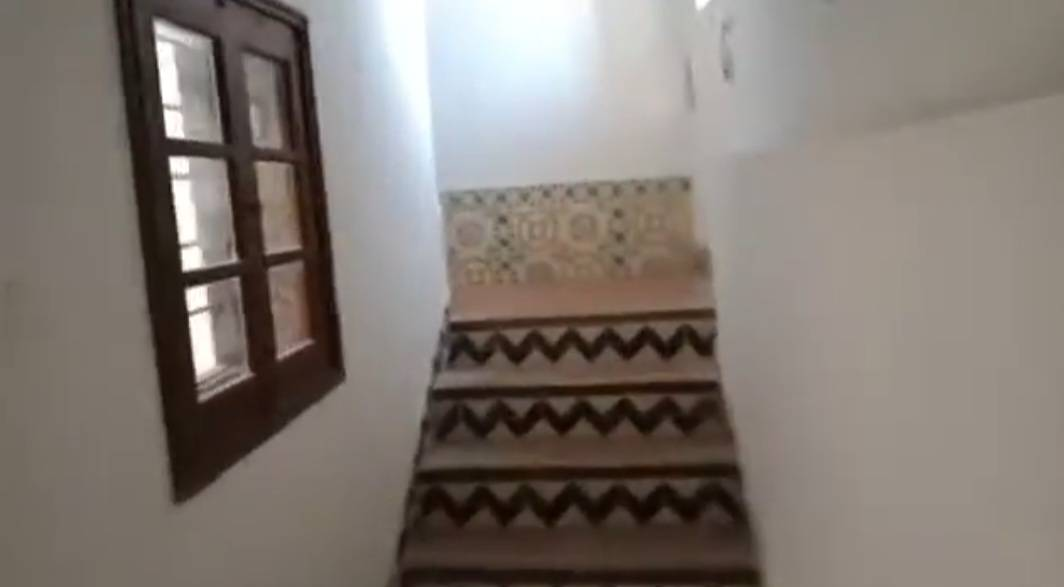
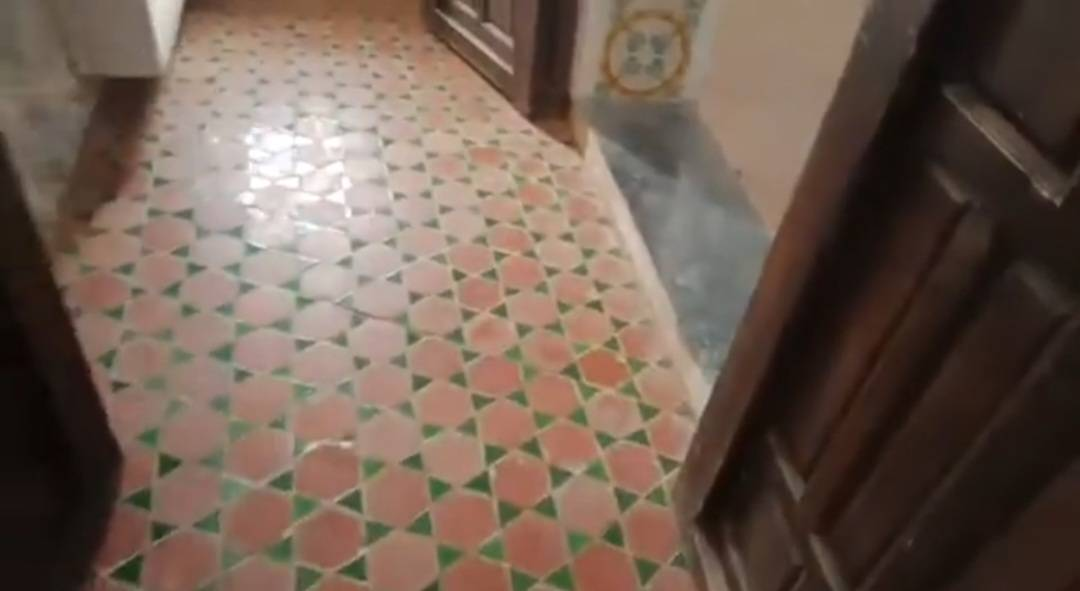
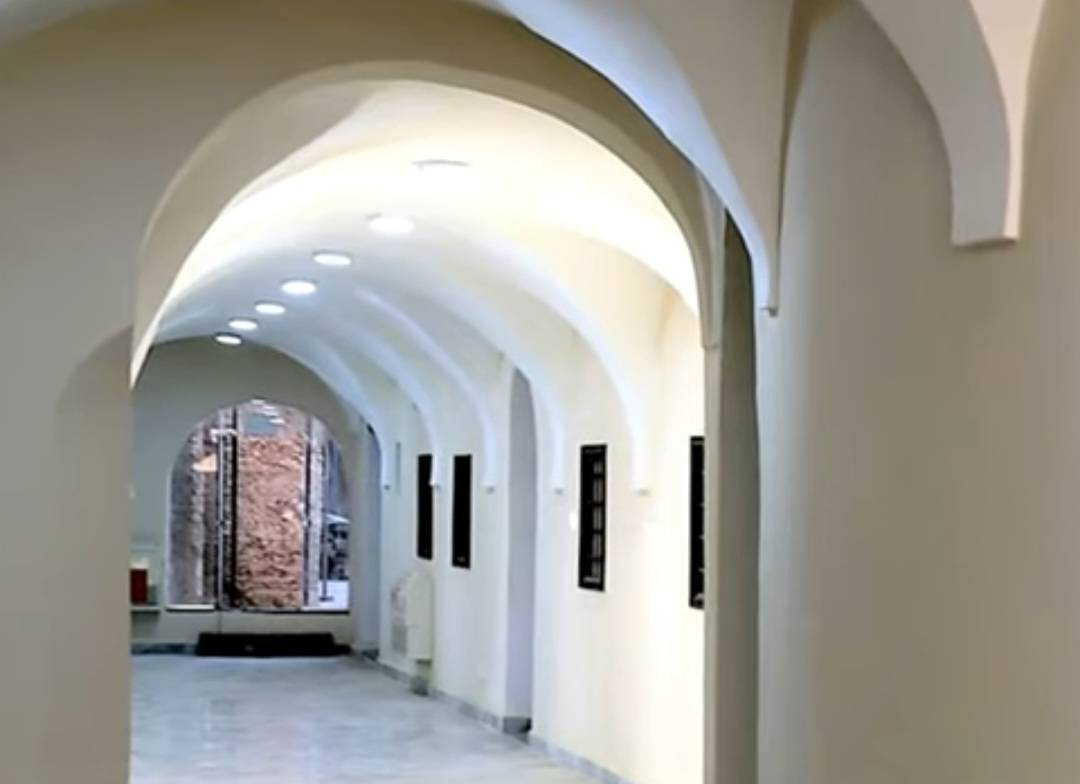
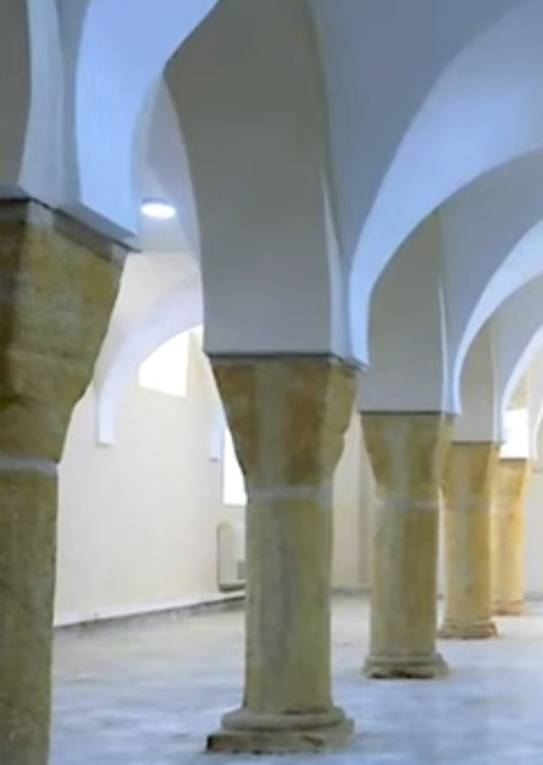
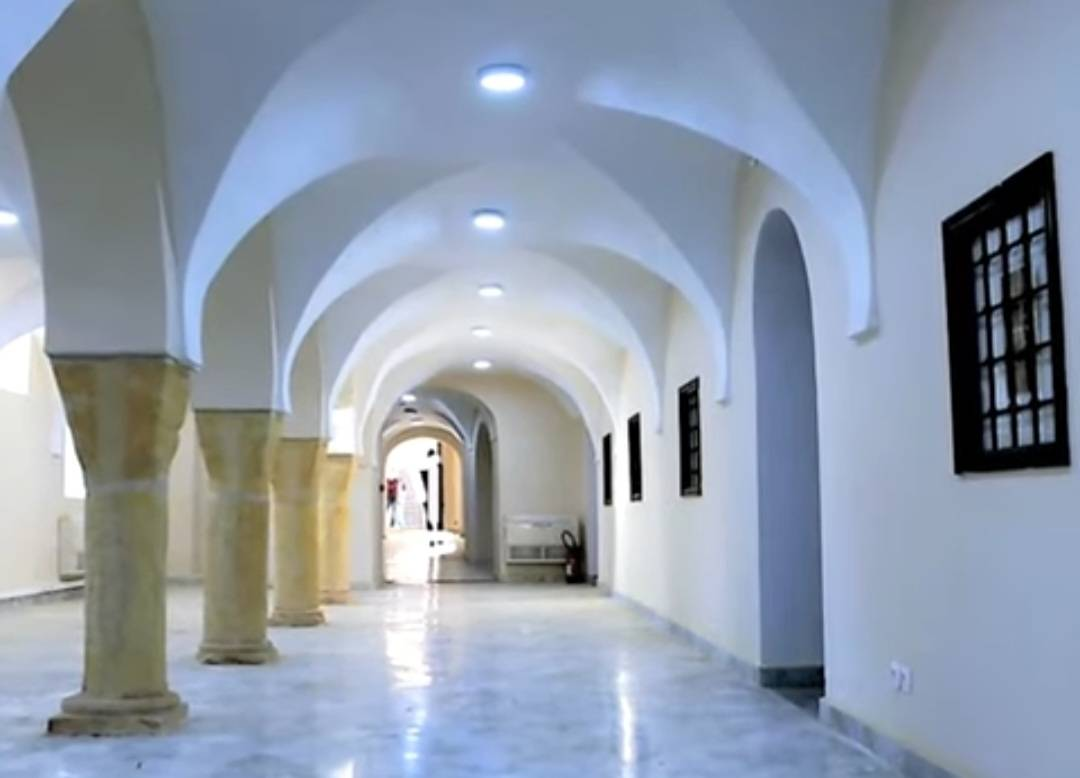
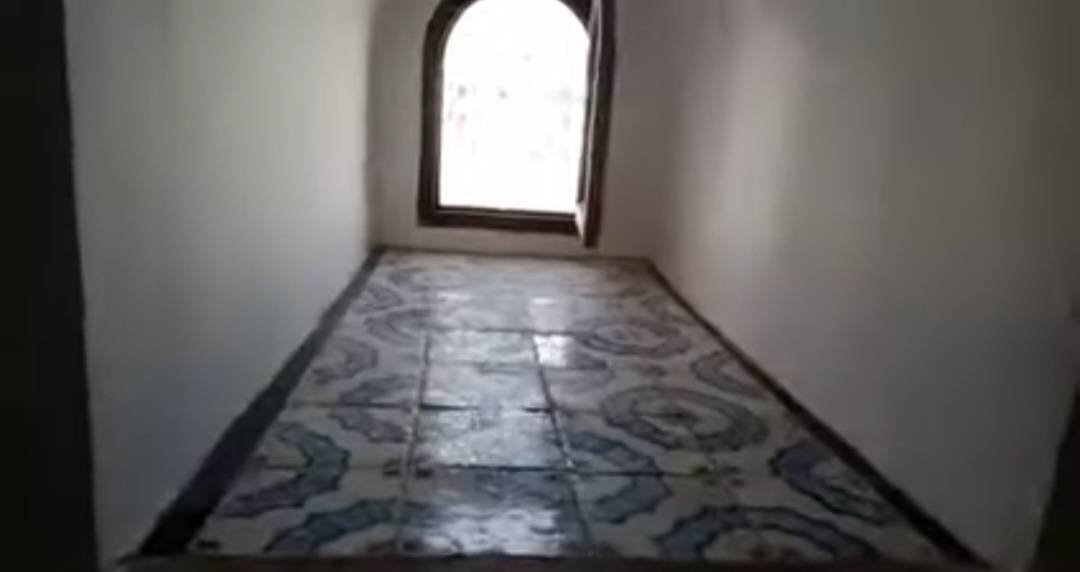
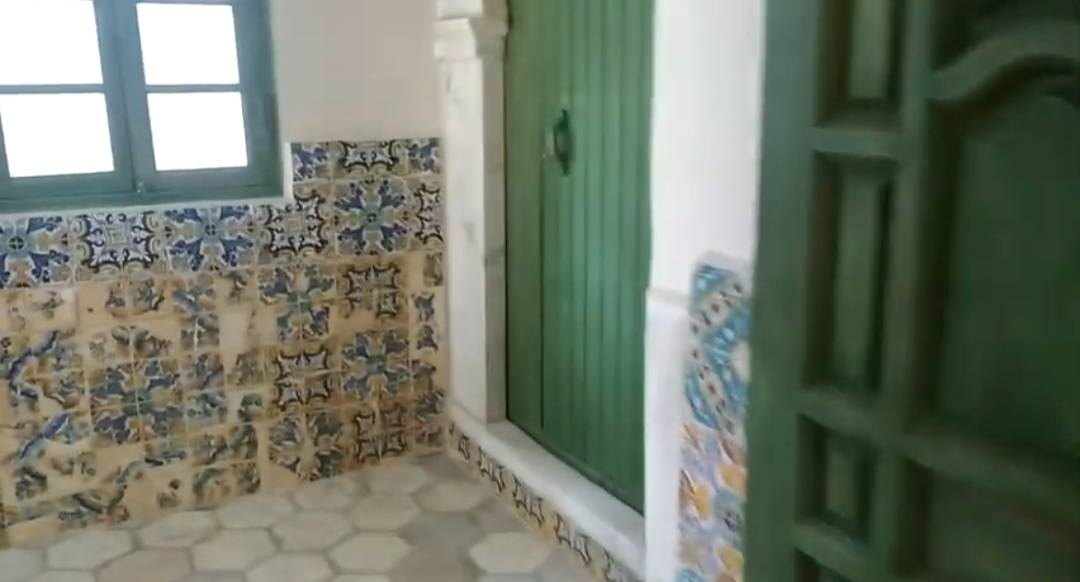
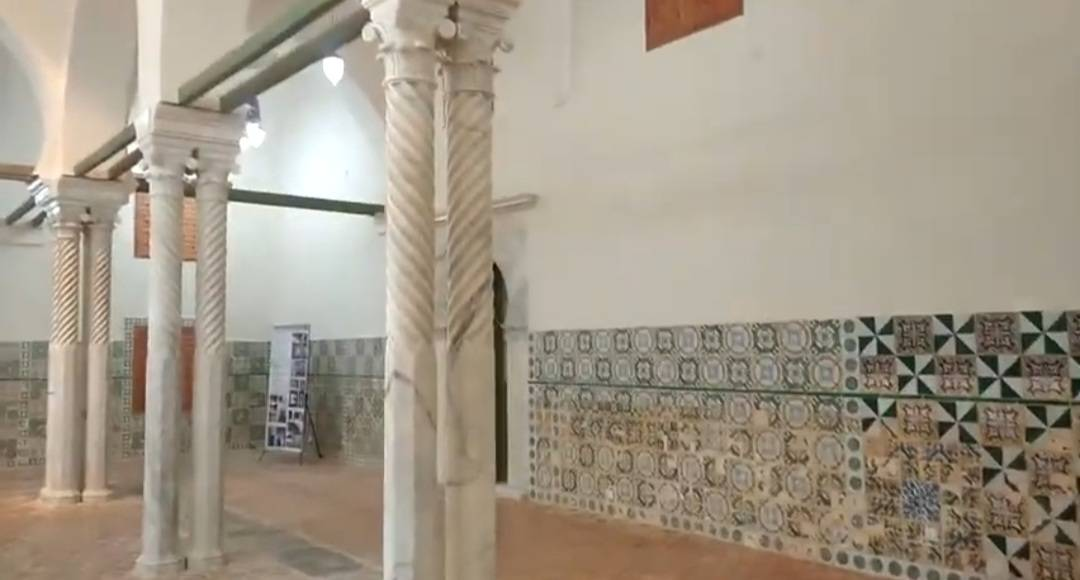
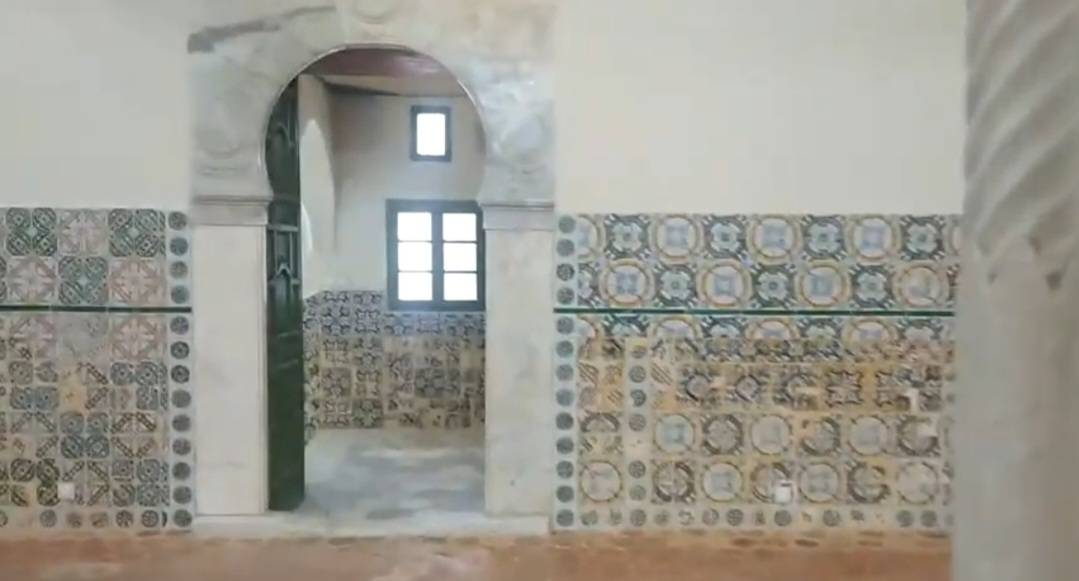
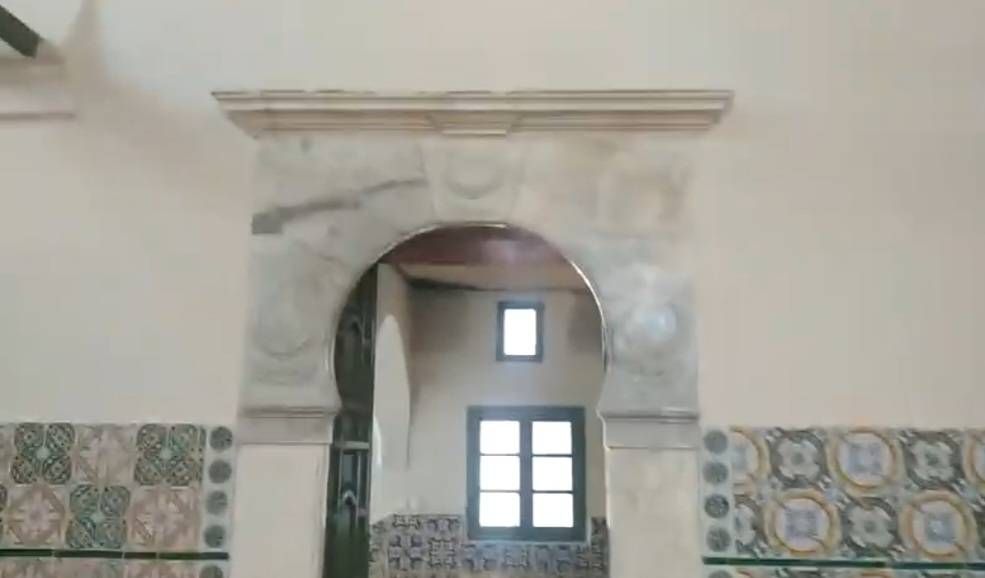
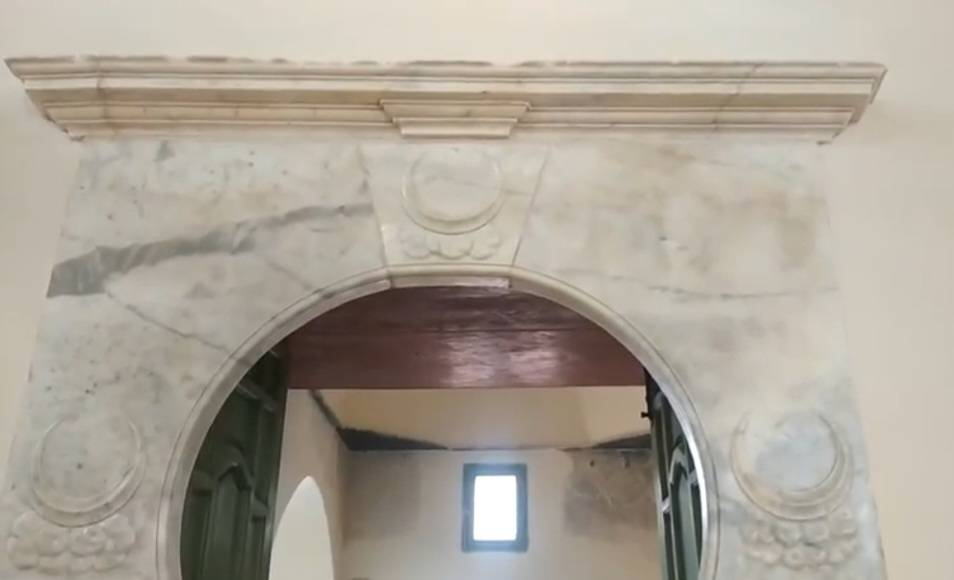
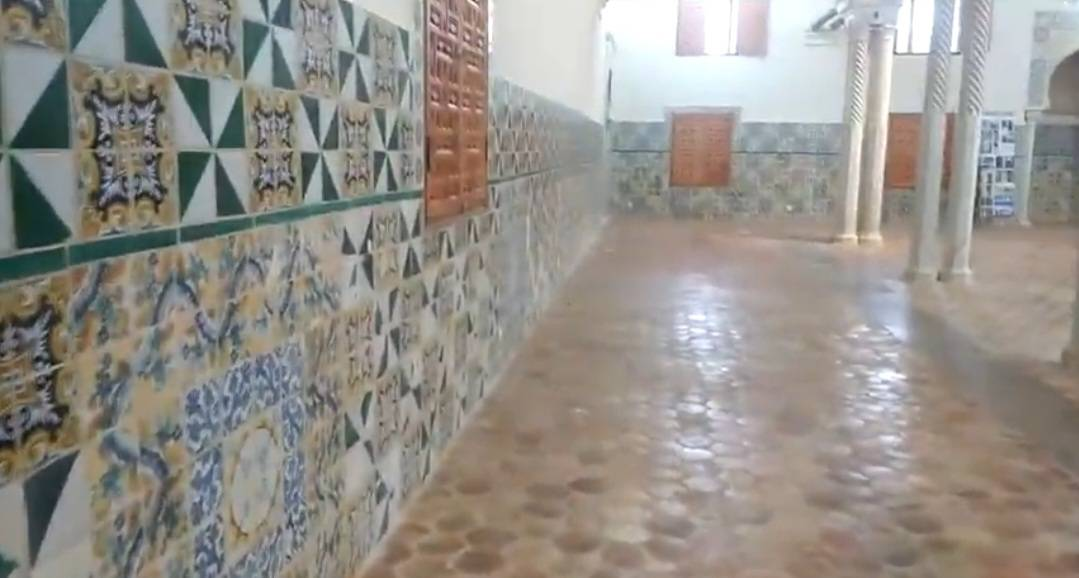
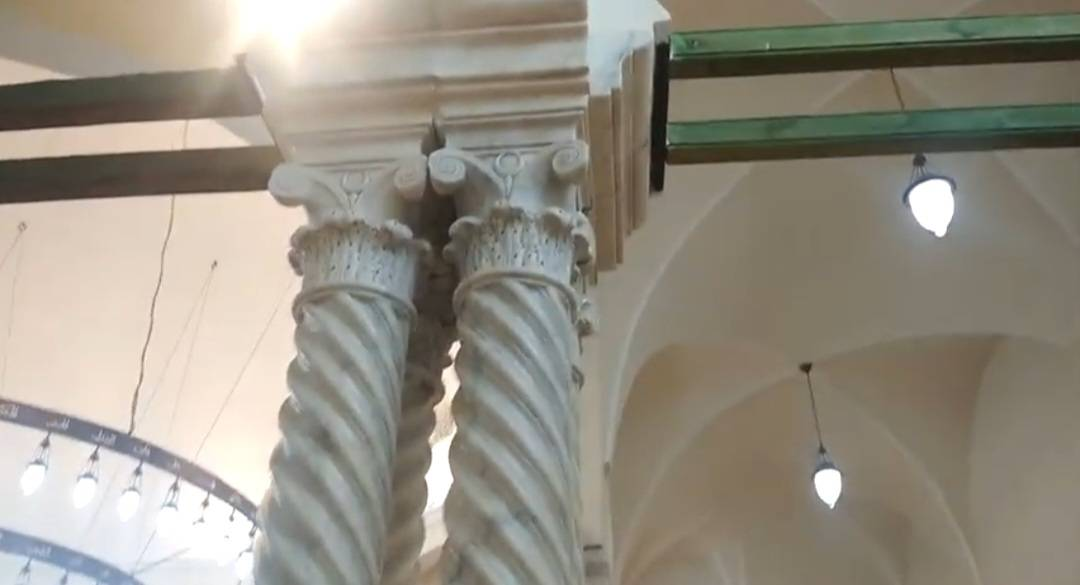
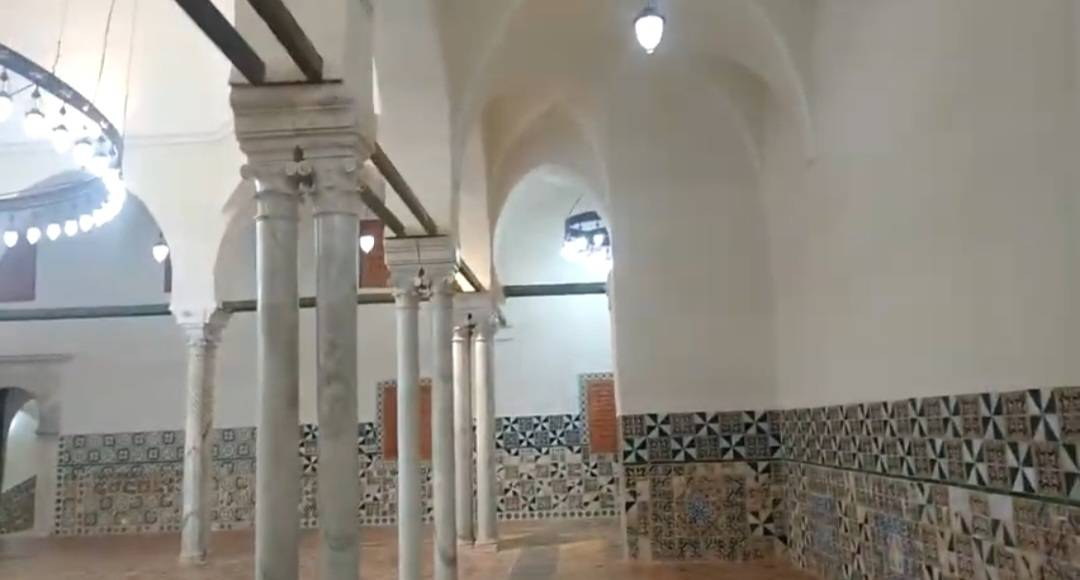
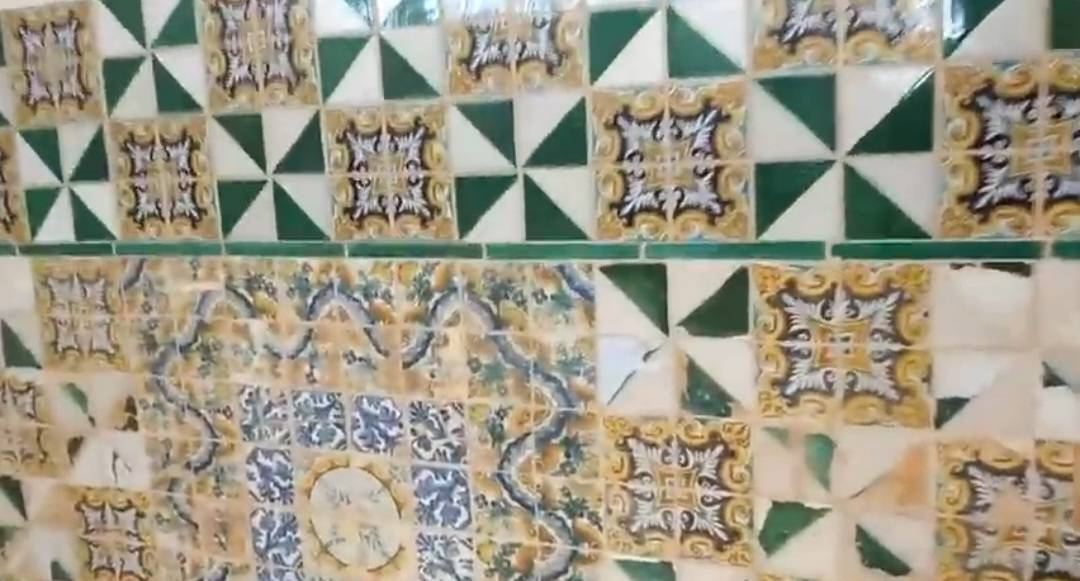
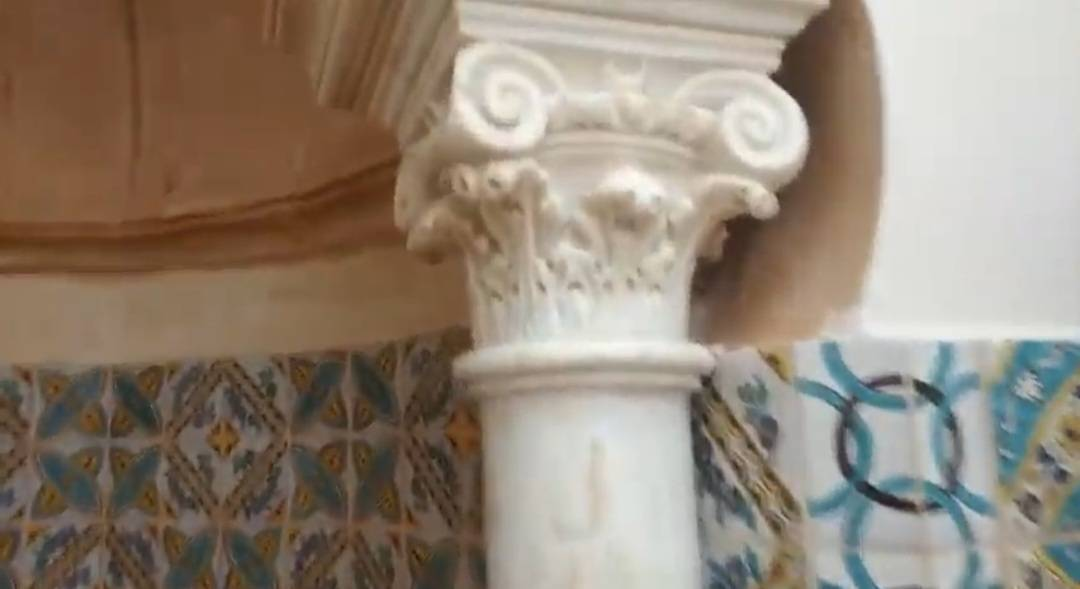
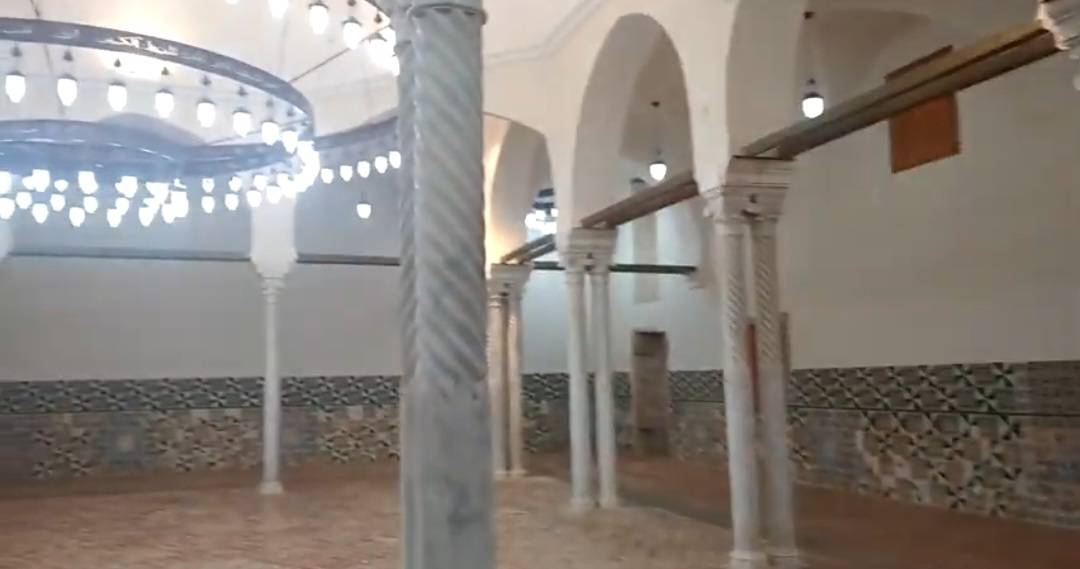
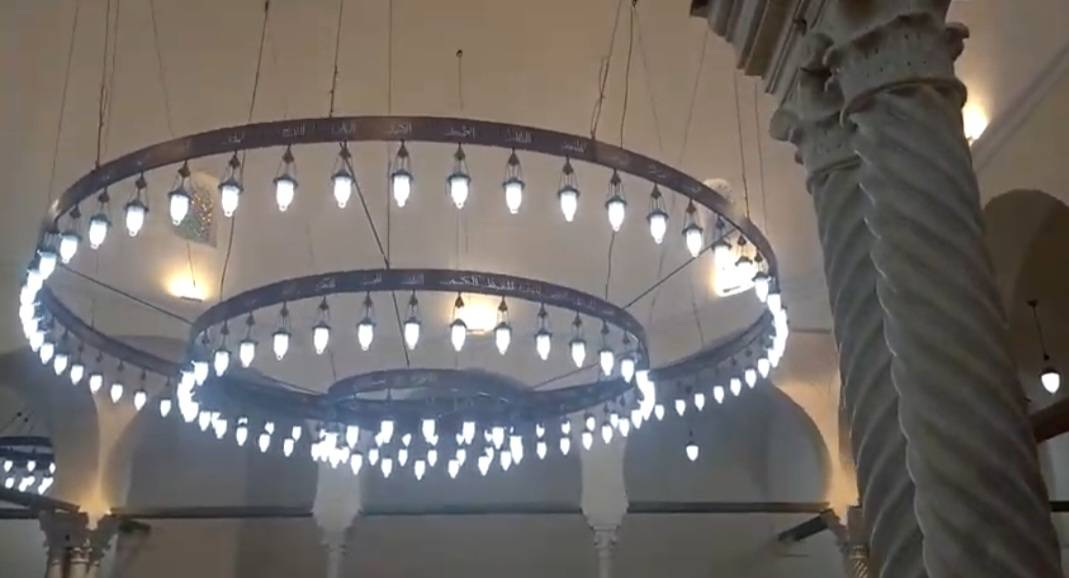
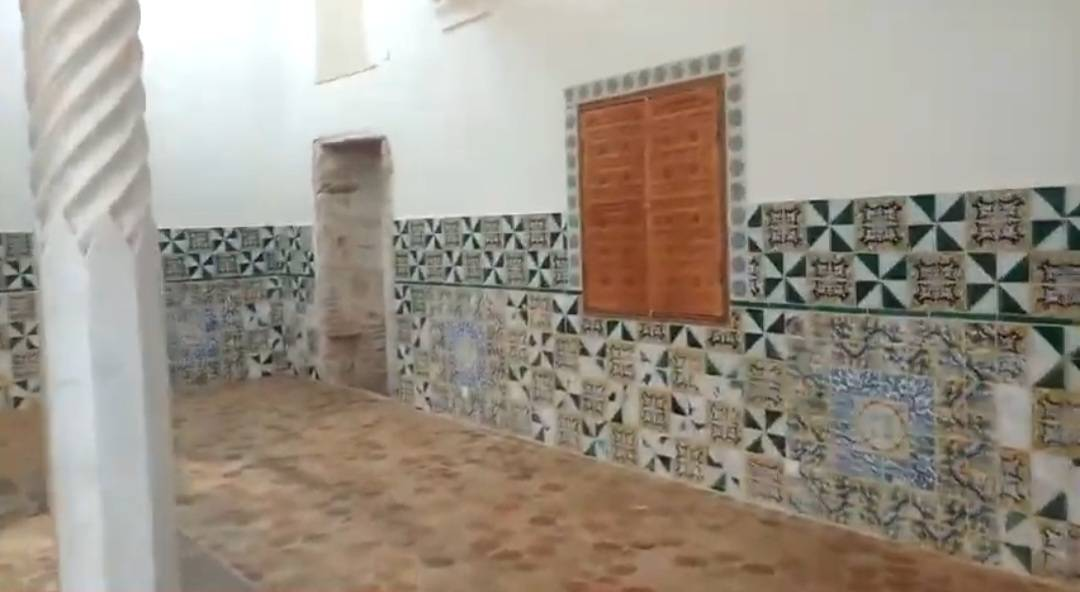
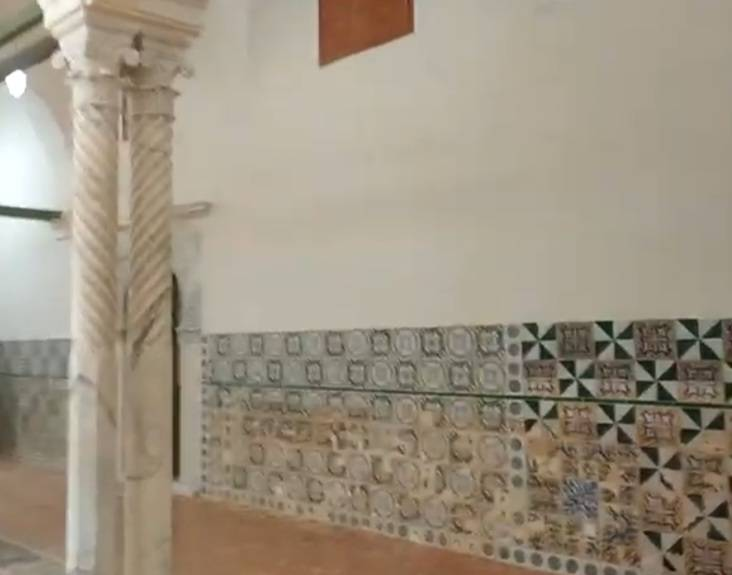
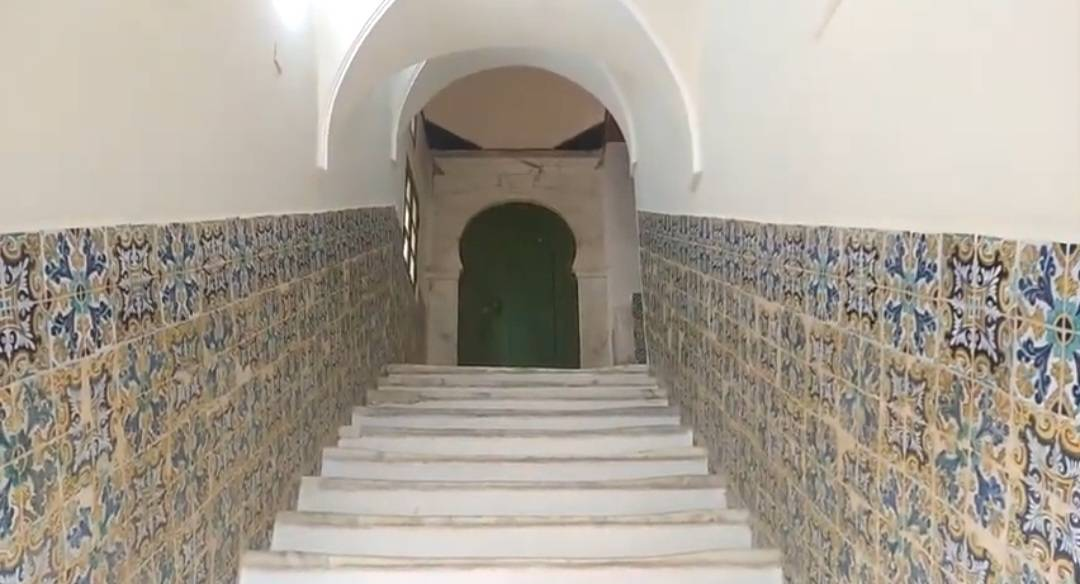
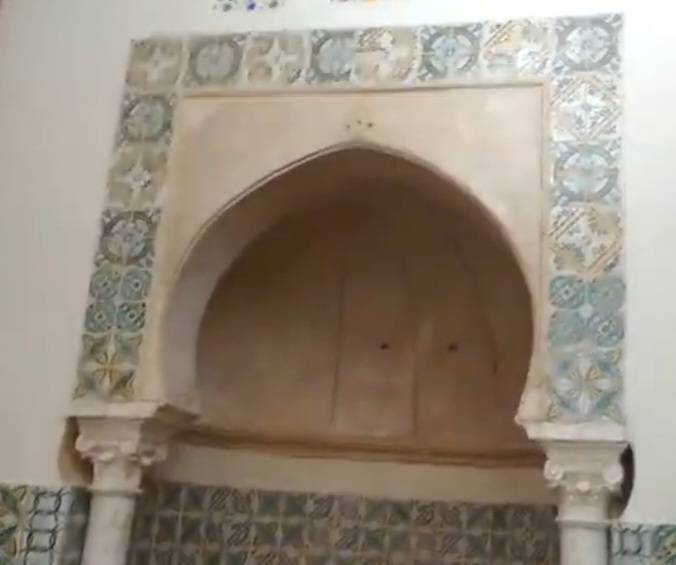
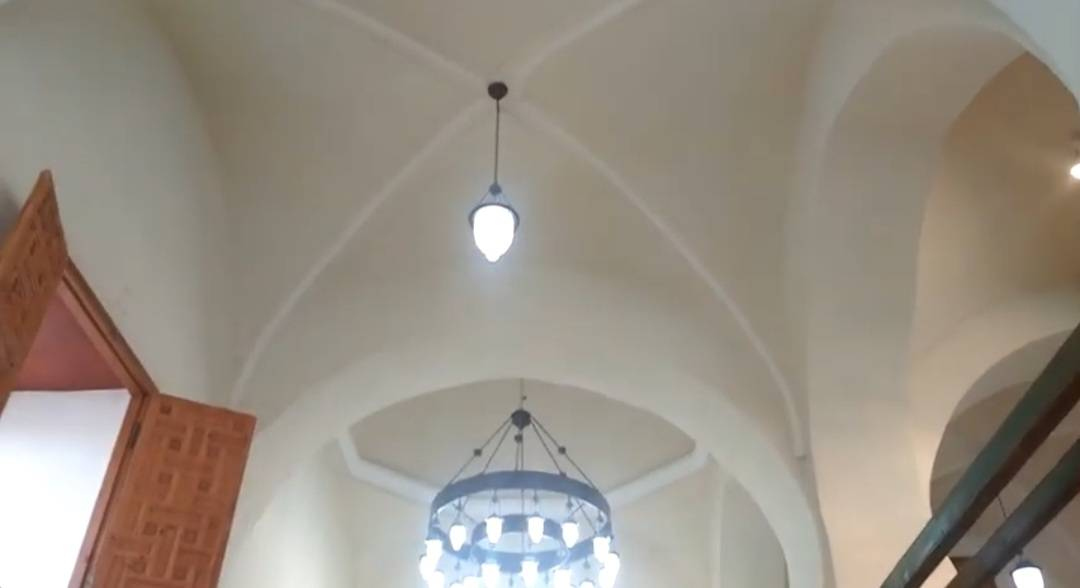
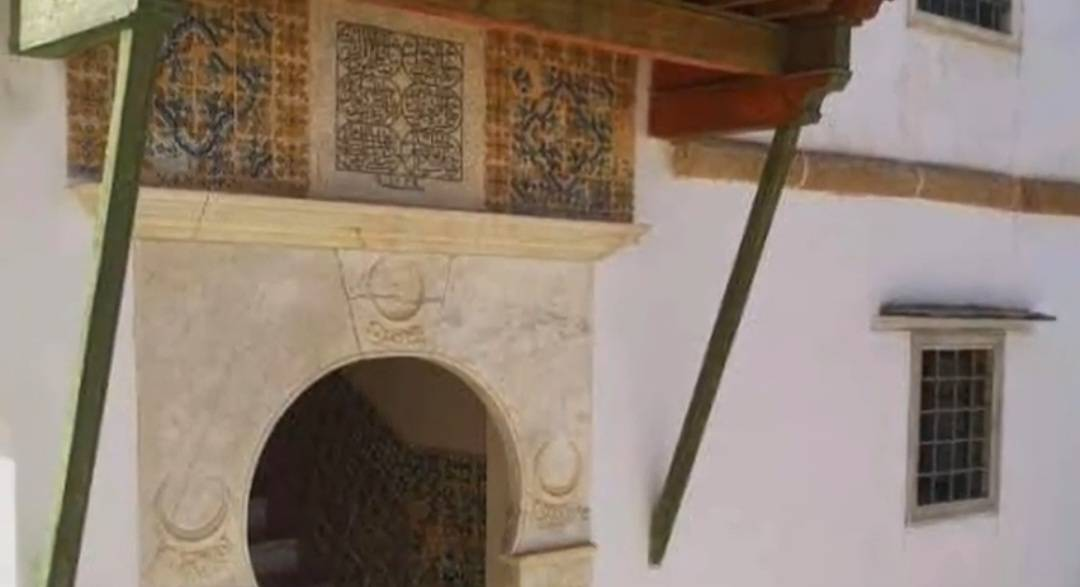
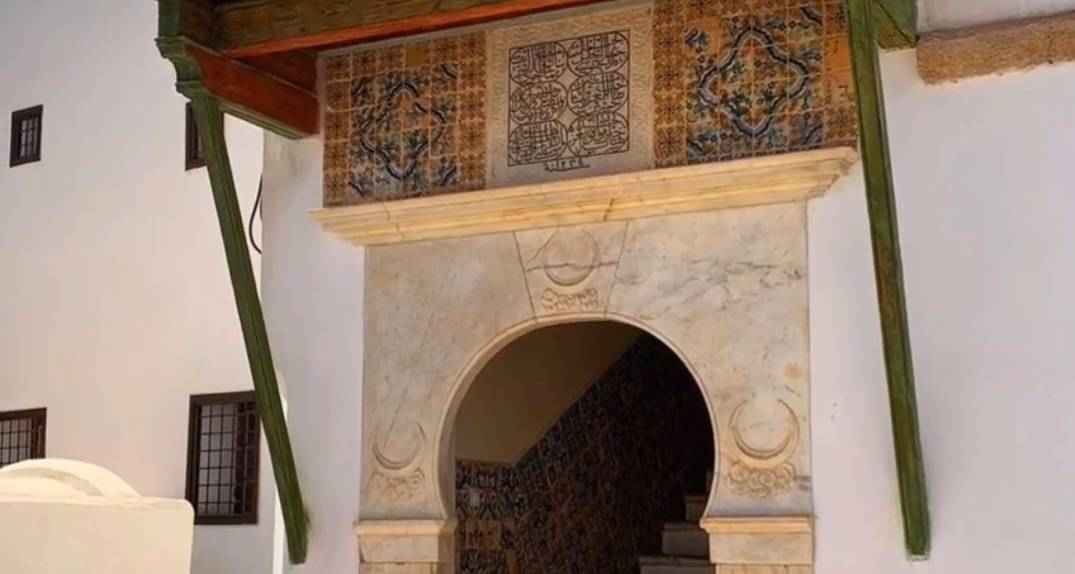
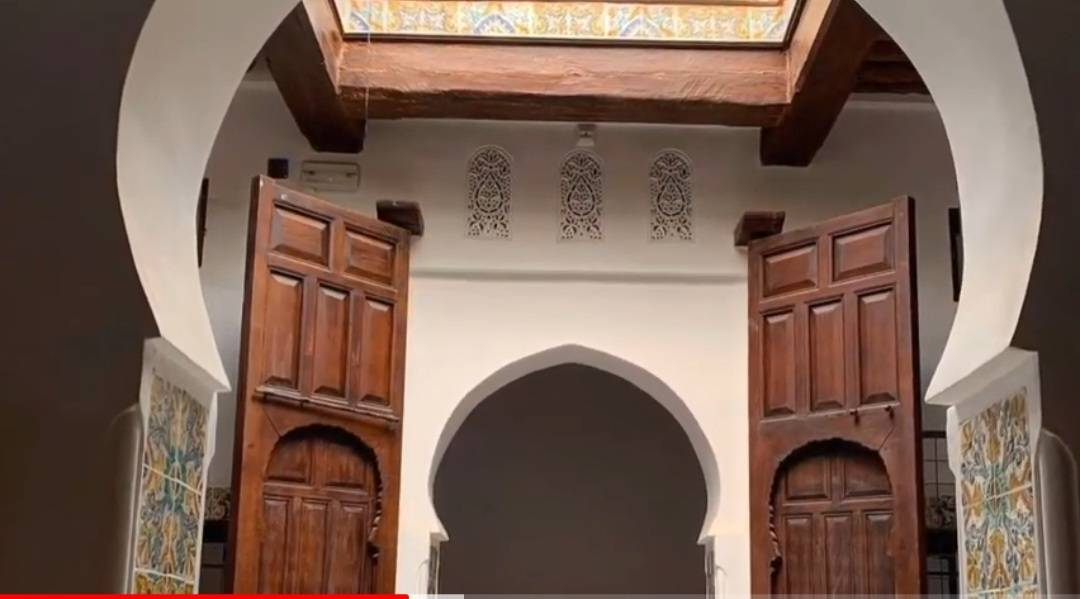
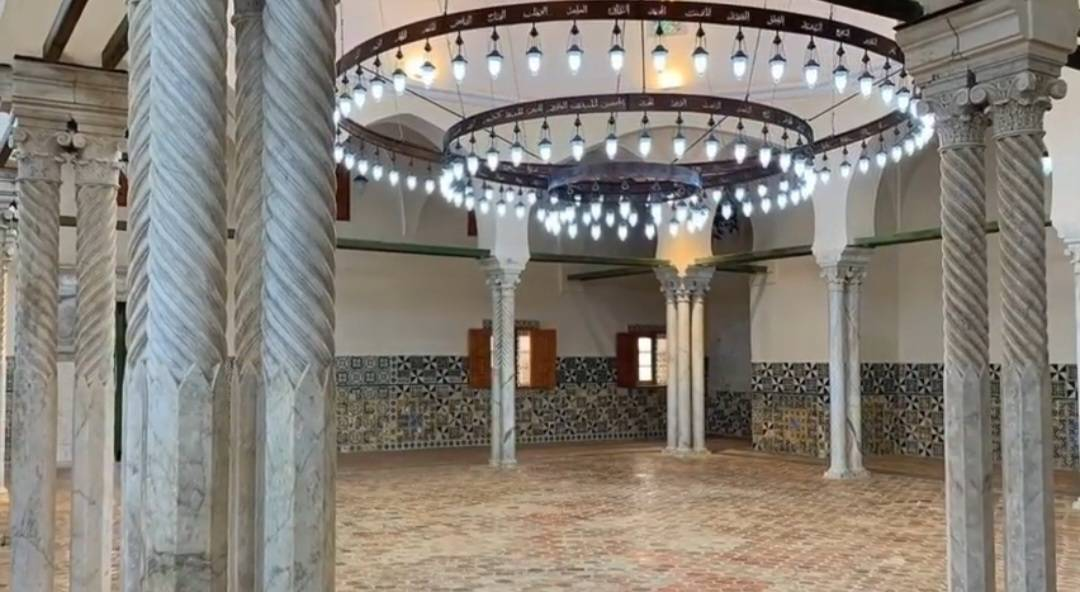
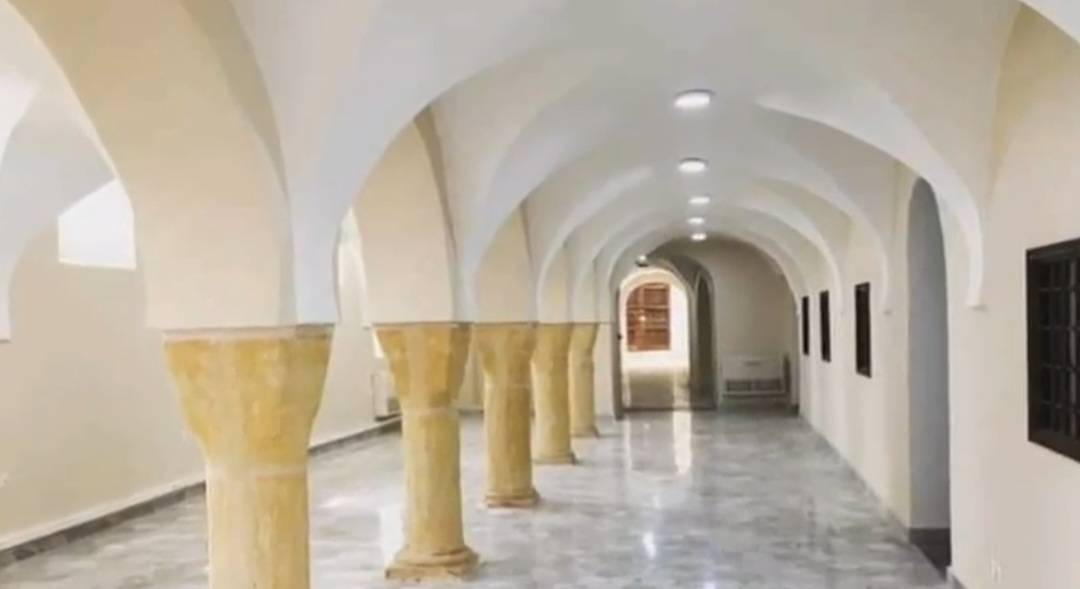